# Sensemayá
Sensemayá est un poème symphonique du compositeur mexicain Silvestre Revueltas, sur un poème du même nom écrit par le poète cubain Nicolás Guillén.

## Composition
Le compositeur s'inspire du poème « Sensemayá, Chant pour tuer une couleuvre », reprenant sous forme musicale le refrain rythmé "mayombe, bombe, mayombé". 
Silvestre Revueltas compose en mai 1937 une version pour orchestre de chambre, mais l'œuvre en version pour orchestre symphonique date de 1938. Elle est créée dans cette version le 15 décembre 1938, au Palais des beaux-arts de Mexico par des musiciens de l'orchestre symphonique de Mexico, dirigés par le compositeur.

## Analyse
L'œuvre s'ouvre sur des percussions sourdes, les vents introduisant des phrases ponctuées de xylophone, avant le jeu des cuivres, en notes rapides se terminant sur une note allongée. Les cordes viennent s'ajouter. Les instruments se répondent avec un rythme qui croît avant de retomber. Le deuxième thème est repris, avec une partie jouée aux trompettes. Les thèmes s'entrelacent parfois avec des dissonances, alliés à la forte présence des percussions, ce qui en fait une musique très moderne en 1938.

## Discographie
- Leopold Stokowski et son orchestre (1947, RCA) (OCLC 11604750)
- Leonard Bernstein et l'Orchestre philharmonique de New York (1963, CBS/Sony Classical)
- Eduardo Mata et l'Orchestre Philharmonia (1975) RCA.
- Eduardo Mata et l'Orchestre symphonique Simón Bolívar (novembre 1992, Dorian DOR-90178) (OCLC 35675991)
- Enrique Bátiz et l'Orchestre du festival de Mexico (mars 1993, Naxos) (OCLC 33345180).
- Esa-Pekka Salonen et l'Orchestre philharmonique de Los Angeles (1998, Sony Classical)
- Enrique Barrios et l'Orchestre symphonique d'Aguascalientes (1-8 février 2001, Naxos) (OCLC 191954362).
- Gustavo Dudamel et l'Orchestre symphonique Simón Bolívar (janvier 2008, Deutsche Grammophon) (OCLC 255001897).